# Castagnole delle Lanze
Castagnole delle Lanze (Cast'gnòle dle Lanse in piemontese) è un comune italiano di 3 635 abitanti della provincia di Asti in Piemonte.

## Geografia fisica
Castagnole delle Lanze ha una collocazione geografica e territoriale che lo pone ai margini delle Langhe e del Monferrato, gli abitanti hanno quindi coniato il motto "Castagnole Lanze: Tra Langa e Monferrato".
Tale definizione è in ogni caso impropria, poiché l'area comunale non confina con il Monferrato, ma fa parte del territorio dell'Astesana. Tutta la vita comunale risente di questa vicinanza all'Astigiano e all'Albese: il comune infatti è in provincia di Asti, ma le parrocchie appartengono alla diocesi di Alba.
Anche l'attività della produzione vinicola, che è trainante per la vita economica del paese, interessa qualità di uve tipiche delle due zone: ovvero la Barbera d'Asti, il Dolcetto d'Alba e il Moscato d'Asti.
L'amministrazione di Castagnole, per aiutare i produttori locali, nel 2010 ha creato l'iniziativa "Adotta un filare", che consente di adottare dieci metri di filari di vitigno Barbera d'Asti, ricevendo in cambio 10 bottiglie di vino "Lanze". Questa iniziativa è unica nel suo genere in Italia.

## Storia

Panorama

In epoca romana, nei luoghi ove sorge il comune di Castagnole delle Lanze passava una diramazione della via Emilia che collegava Acqui a Pollenzo (Pollentia), questo è stato dimostrato dagli scavi effettuati agli inizi del Novecento.
Nel Medioevo le carte del Codex Astensis collocano Castagnole tra le terre appartenenti ai conti di Loreto. Fra questi, chi ebbe maggiori relazioni con la comunità di Castagnole fu probabilmente Manfredo I, dal 1190 marchese di Busca e conte di Loreto. Il marchese inauguro' la dinastia dei Lancia dall'appellativo che si era guadagnato avendo servito come lancifero, in gioventù, presso la corte di Federico Barbarossa.
L'accostamento tra la dinastia dei Lancia e l'attributo "delle Lanze" (delle Lance) è doveroso, in quanto Castagnole è l'unico comune piemontese a potersi fregiare di una tale denominazione. Sempre dal Codex Astensis è possibile ipotizzare che a Castagnole Lanze sorgesse un castello medievale come dimora del conte; il castello fu probabilmente abbattuto nel 1255 con la caduta del contado di Loreto.
Documenti discordanti accreditano che Bianca Lancia (anche conosciuta come Bianca di Agliano) fosse o la figlia di Manfredo I o di Bonifacio di Agliano, con cui la vedova di Manfredo si era risposata. Bianca Lancia è stata l'ultima moglie dell'imperatore Federico II di Svevia: è quindi assai probabile che da Manfredo discenda il figlio di Bianca, Manfredi, Re di Sicilia, morto nella battaglia di Benevento e il fondatore della città di Manfredonia. Manfredi viene celebrato da Dante nella Divina Commedia: "…Biondo era e bello e di gentile aspetto…".
A partire dal XIII secolo Castagnole entrò a far parte dei domini del Comune di Asti, seguendone poi per sempre la storia, le vicissitudini e gli assoggettamenti alle diverse signorie che lo controllarono.
Nel XIV secolo il luogo di Castagnole rientrava nei domini dei Visconti: risulta infatti dalle carte comunali un giuramento di fedeltà della Comunità di Castagnole delle Lanze a Valentina Visconti, che aveva avuto in dote tale feudo con tutto il resto della "Patria Astese" per le nozze con Luigi I di Valois-Orléans, Duca d'Orléans.
Da notare che dalla fine del XIV fino agli inizi del XVII secolo, Castagnole Lanze fece parte del Capitaneato d'Astesana, e come tale non fu mai infeudato, ma sottoposto al diretto dominio del governatore di Asti.
Nello stesso periodo il paese fu fortificato da una robusta cinta di mura dotata di torrioni cilindrici, della quale purtroppo restano pochissime tracce.
Dopo alterne vicende il territorio passò, nel 1573, a Emanuele Filiberto di Savoia. Da questo momento il comune viene assoggettato a due signorie: da un lato il feudo degli Asinari e dall'altro la signoria della famiglia di Catalano Alfieri, signore di Magliano e di Castagnole. Agli Alfieri subentrarono nel 1797 i conti Birago di Borgaro Torinese (che presero il nome di Birago-Alfieri), agli Asinari invece, per investitura ereditaria, i marchesi Carron di Saint Thomas, la cui signoria si esaurì nel 1836. Con i marchesi di Saint Thomas e con la famiglia Birago-Alfieri cessò in Castagnole delle Lanze ogni residuo di dominazione feudale, e dal 1850 il comune seguì i destini di casa Savoia e poi del Regno d'Italia.
A partire dalla fine dell'800 Castagnole ebbe un grande sviluppo dell'industria vitivinicola, con l'apertura di diverse aziende che ben presto diventarono leader nella produzione di vermut e spumanti. La seconda guerra mondiale non toccò particolarmente il paese, tranne che in due incursioni aeree alleate sulla stazione ferroviaria e alcune azioni di guerriglia tra partigiani e truppe della Repubblica di Salò. Nel secondo dopoguerra Castagnole, come del resto la quasi totalità del nord Italia, ebbe un grande sviluppo economico e industriale, grazie anche all'apporto di manodopera provenienti da altre regioni d'Italia.

### Simboli
Lo stemma del comune di Castagnole delle Lanze è stato riconosciuto con il decreto del capo del governo del 13 agosto 1929.

## Monumenti e luoghi di interesse

### Parchi
Il Parco della Rimembranza è situato nel centro storico, anche soprannominato "Paese Alto".
Al suo interno si possono osservare varie essenze arboree, arbustive ed erbacee di grande valore ornamentale. Vi sono infatti esemplari di Ginkgo biloba, Cercis siliquastrum (il cosiddetto Albero di Giuda), Acer campestre (o Acero di campo), Tilia Cordata (tiglio) e Cedrus deodara (cedro dell'Atlante).
Il parco è anche sede di una torre panoramica edificata nella seconda metà del XIX secolo dal conte Paolo Ballada di Saint Robert che se ne serviva come osservatorio astronomico. Come si legge nel Codex Astensis (Codice Astense), essa sorge dove un tempo si ergeva un maniero distrutto nel 1255 nel corso delle lotte che opposero gli astigiani ed il contado di Loreto.
Tutt'intorno alla torre vi è appunto un'area gestita a verde pubblico, in cui si sviluppa un percorso atto a conoscere le passioni e gli studi del Conte Paolo Ballada di Saint Robert.
Tra i suoi studi vi erano la botanica, l'ipsometria, la montagna, la balistica, la fisica.

### Palazzo dei Conti Alfieri
Il Palazzo è situato tra Via Ruscone e Via Auberti. L’area su cui sorge il fabbricato appartiene alla “Contrada castello”, nel centro storico di Castagnole delle Lanze.
Il palazzo, risalente al XV secolo, conserva tracce della struttura medioevale. Il nucleo più antico del palazzo fu utilizzato come dimora castagnolese e come tribunale da Catalano Alfieri.
Nel  1704 si hanno notizie di un incendio e quindi l’aspetto attuale del palazzo dovrebbe risalire a quell’epoca.
L’ultimo Alfieri (famiglia) di Magliano morì in combattimento contro i francesi nel 1793, senza discendenza diretta, ed il feudo di Castagnole passò ai Birago-Alfieri.
Questi ultimi conservarono i loro possedimenti di Castagnole Lanze fino al 1861-62.
La restante parte della dimora fu proprietà dello storico De Canis. Nel 1862 il Palazzo passa agli Auberti (famiglia).
Nel 1864 viene utilizzato come scuola e successivamente come municipio.
L'edificio si contraddistingue per i pregevoli portali, l'elegante cornicione, le notevoli decorazioni delle volte e della scala, i giardini. Le facciate, la scuderia, i cortili e gli interni sono oggetto di restauro dal 2015.

### Chiesa parrocchiale di San Pietro in Vincoli
Nel 1771 il Conte Carlo Giacinto Alfieri fece costruire a sue spese l’attuale altare maggiore, in origine ancora in legno, e la balaustra in marmo. L’interno presenta numerosi affreschi e molte sculture e di una ricca decorazione in stucco ed oro. In particolare una serie ininterrotta di angioletti delimita il perimetro interno della chiesa sotto la balconata superiore.

### Croce dei Poncini
La “Croce dei Poncini" prende il nome dall'illustre famiglia dei Poncino che, originaria della Svizzera, si insediò a Castagnole nei primi anni del XVII secolo, acquisendo, in questa valle, numerosi terreni, tra cui la cascina della Garera. 
La presenza della croce è testimoniata da una lettera del 1774, in cui si menziona la « [...] pubblica strada, principiante dalla strada Reale detta di Tinella, e tendente sino 
nella strada pubblica, che da esso luogo di Costigliole tende al sud-ovest di Castagnole fino alla Croce detta de' Poncini, qual strada [...] è molto frequentata non solo dai Bovari, e Cavallanti conducenti vino dal Monferrato, e dalli luoghi di Calloso, e Canelli alla Città di Torino, che da altri trafficanti tal strada». Il frequente transito su quest'arteria stradale dovette contribuire, forse già nel XVII 
secolo, a rendere la croce “de' Poncini” un significativo punto di riferimento per i viandanti e 
commercianti che di qui passavano.
Nel Novecento si ricorda una prima croce, risalente al 1903, che consisteva in un semplice palo, incurvato dalle intemperie, infisso nel terreno.
La croce fu sostituita nel 1980, poi, nuovamente nel 2015.

## Società

### Evoluzione demografica
Abitanti censiti

## Economia

### Turismo
Castagnole delle Lanze ha ricevuto la Bandiera Arancione, certificato di qualità turistica e ambientale del Touring Club Italiano.

## Geografia antropica

### Urbanistica
Il comune di Castagnole delle Lanze ha una pianta concentrica che si estende in due aree urbanisticamente distinte:
- Il centro storico, nel borgo collinare di San Pietro (Paese Alto), caratterizzato da edifici d'abitazione risalenti anche al diciottesimo secolo e in primo luogo ad una parrocchiale barocca del 1701 (San Pietro in Vincoli) e alle chiese di San Rocco e della confraternita dei Battuti Bianchi.
- Il borgo nuovo, sviluppatosi a partire dai primi decenni del Novecento, nell'abitato della frazione San Bartolomeo, ove si concentrano le principali attività economiche e in modo particolare la produzione vinicola.

## Amministrazione
Di seguito è presentata una tabella relativa alle amministrazioni che si sono succedute in questo comune.
| Periodo        | Periodo        | Primo cittadino              | Partito                           | Carica  | Note  |
| -------------- | -------------- | ---------------------------- | --------------------------------- | ------- | ----- |
| 13 giugno 1985 | 25 maggio 1990 | Renzo Masengo                | Democrazia Cristiana              | Sindaco | [ 7 ] |
| 25 maggio 1990 | 24 aprile 1995 | Renzo Masengo                | Democrazia Cristiana              | Sindaco | [ 7 ] |
| 24 aprile 1995 | 14 giugno 1999 | Gianfranco Fassone           | centro-destra                     | Sindaco | [ 7 ] |
| 14 giugno 1999 | 14 giugno 2004 | Roberta Filippa Ferretti     | lista civica                      | Sindaco | [ 7 ] |
| 14 giugno 2004 | 8 giugno 2009  | Marco Violardo               | lista civica                      | Sindaco | [ 7 ] |
| 8 giugno 2009  | 26 maggio 2014 | Marco Violardo               | lista civica                      | Sindaco | [ 7 ] |
| 26 maggio 2014 | 25 maggio 2019 | Calogero Mancuso             | lista civica Progetto Castagnole  | Sindaco | [ 7 ] |
| 26 maggio 2019 | in carica      | Calogero Mancuso detto Carlo | lista civica Castagnole al futuro | Sindaco | [ 7 ] |

### Gemellaggi
- Brackenheim[senza fonte]
- Charnay-lès-Mâcon[senza fonte]
- Zbrosławice[senza fonte]
- Tarnalelesz[senza fonte]
- Valledolmo[senza fonte]

## Infrastrutture e trasporti

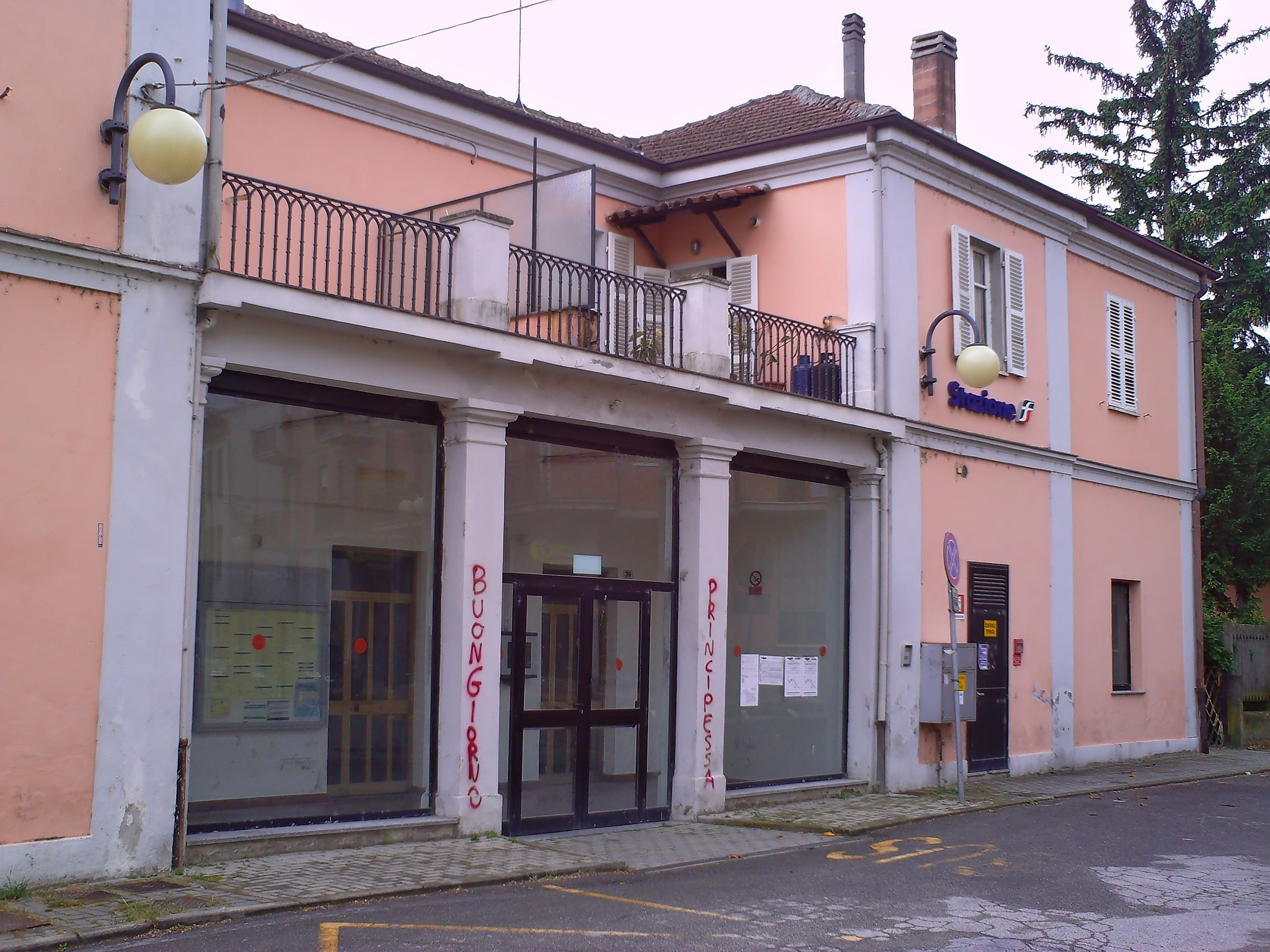
Stazione a lungo in disuso di Castagnole delle Lanze

### Ferrovie
Il comune è servito dall'omonima stazione ferroviaria posta sulla ferrovia Alessandria-Cavallermaggiore e capolinea della linea per Asti e Mortara. Dal giugno 2012 la Regione Piemonte ha sostituito il servizio ferroviario con autocorse in partenza da Piazza Lucchini.
La stazione è rimasta in disuso per 6 anni fino al novembre 2018, quando è stata riaperta al traffico turistico alcuni giorni all'anno.

Dall’11 settembre 2023 è tornata al servizio del paese con la riattivazione delle corse ferroviarie tra Asti e Alba.